# Шумовский, Владислав-Герард Максимилианович
Владислав-Герард Максимилианович Шумовский (1828—1870) — российский врач,  физиолог и педагог, доктор медицины Санкт-Петербургской Императорской медико-хирургической академии, автор ряда научных трудов.

## Биография
Родился 24 сентября (6 октября) 1828 года в местечке Унеиове, Варшавской губернии, в имении, принадлежавшем его родителям, и происходил из довольно богатой дворянской семьи. Отданный в Петроковскую гимназию, Владислав-Герард Максимилианович Шумовский по её окончании в 1850 году был отправлен на казенный счёт в Санкт-Петербургскую Медико-хирургическую академию. 
Четыре года спустя, он был выпущен из академии лекарем I отделения и назначен в Гельсингфорский военный госпиталь. В том же году он снова возвратился в Санкт-Петербург, будучи переведен в Финляндский линейный № 5 батальон, и стал готовиться к докторскому экзамену. Выдержав экзамен в следующем году, Шумовский 10 марта 1857 года защитил диссертацию под заглавием: «De ligatura aesophagi sensu physiologico et medico forensi» (Diss. D. M. Ptrp. 1857) и получил степень доктора медицины. Вслед за тем он был переведен в Финляндский линейный № 2 батальон, в котором прослужил около трёх лет. 
Во время службы Владислав-Герард Максимилианович Шумовский каждый свободный час посвящал физиологическим исследованиям. Результатом этих работ явились следующие статьи, изданные в «Медицинском вестнике» за 1861 год: «Механика коленного сустава» (№ 8 и 9), «Параэлектрономические явления в мышцах и нервах» (№ 12, 14 и 15), «Развитие эпителия на серозной оболочке» (№ 20 и 21) и за 1862 год: «Материалы для физиологии органов питания животного тела» (№ 1 и 2) и «Деятельность мышцы, выгоняющей мочу» (№ 39 и 40; эта статья была им написана вместе с доктором Л. А. Беккерсом). 
Назначенный в 1860 году старшим врачом больницы харьковского приказа общественного призрения, Шумовский прослужил в городе Харькове около трех лет. В это время имя его, благодаря его литературным работам, пользовалось довольно широкой известностью среди учёных, и в начале 1863 года он был приглашен на должность преподавателя в Императорский Харьковский университет; 12 мая того же года он прочел блестящую пробную лекцию «О наркотических веществах». Однако ему вскоре пришлось оставить Харьков и возвратиться в столицу, где он в том же году был назначен врачом в подвижной гвардейский парк, а в следующем году был переведен в 20-ю артиллерийскую бригаду. 
В Санкт-Петербурге Владислав-Герард Максимилианович Шумовский снова занялся исследованием и разработкой некоторых физиологических вопросов. Поставив себе задачей научить выражение общих физических законов в органических проявлениях животной жизни и подвести, если можно, эти проявления под точные математические формулы, Шумовский работал над этим до самой своей смерти. Последняя напечатанная им статья по этому вопросу была «Исследование аппарата движений у животных». 
В 1868 году Шумовский был переведен в 19-ю артиллерийскую бригаду. В 1869 году он стал страдать приливами крови к голове, которые все усиливались и вынудили его летом 1870 года взять отпуск за границу для лечения. Но по дороге Владислав-Герард Максимилианович Шумовский заехал в имение своей матери в Унеиов, где 30 июля (11 августа) 1870 года скоропостижно скончался на 42 году жизни.